# سیاره غول‌پیکر

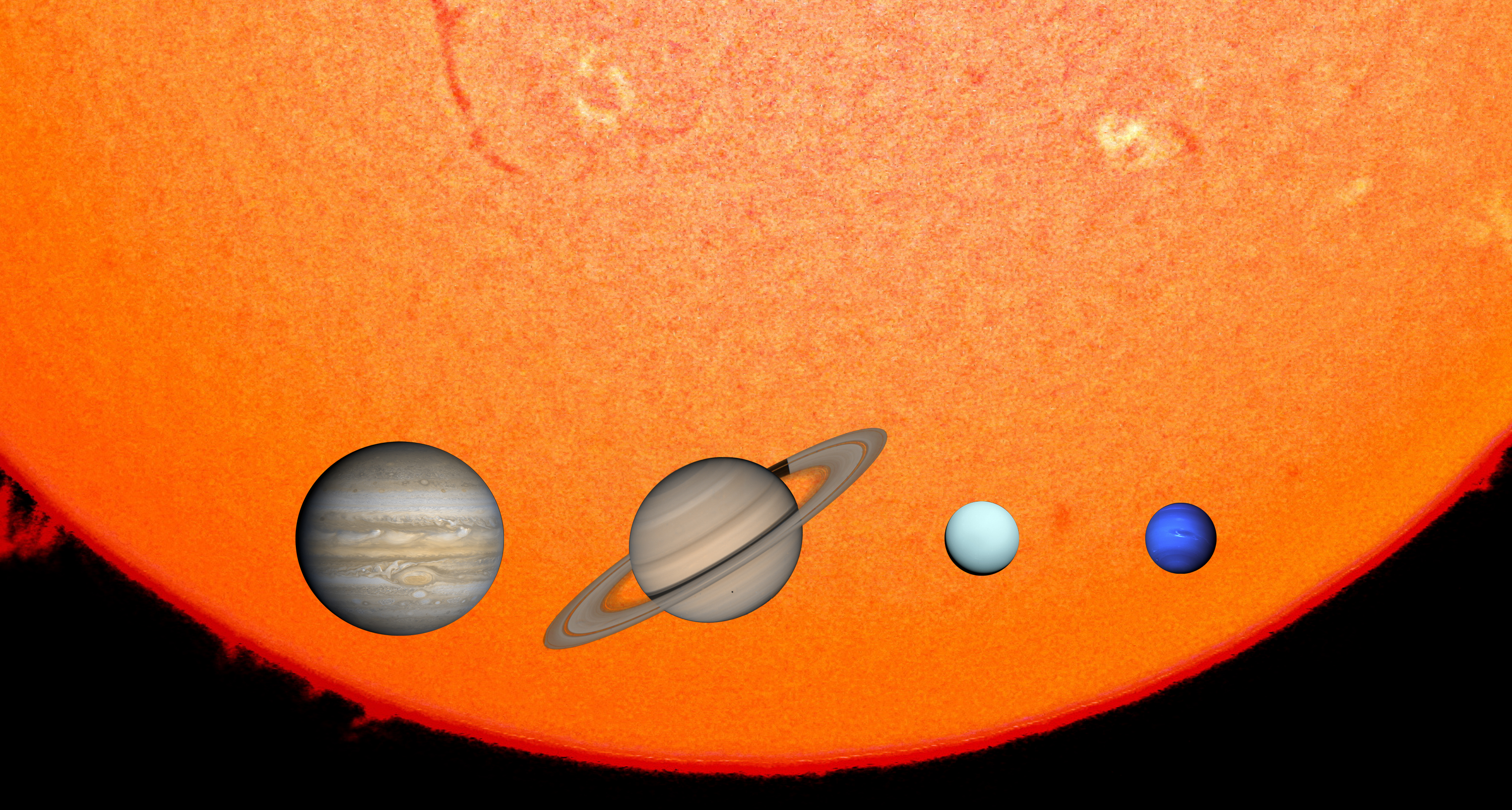
چهار سیارهٔ غول‌پیکر در سامانهٔ خورشیدی در مقابل خورشید، نسبت‌ها در مقیاس حقیقی است

جرم نسبی سیاره‌های غول‌پیکر در بخش بیرونی سامانهٔ خورشیدی

سیارهٔ غول‌پیکر یا غول‌سیاره (انگلیسی: Giant planet)، به سیاره‌های بسیار بزرگ گفته می‌شود. پیکر چنین سیاره‌هایی بیشتر به‌طور عمده؛ به جای سنگ یا دیگر مواد جامد، از موادی با نقطه جوش پایین (گاز یا یخ) ساخته شده‌است، اما سیاره‌های غول‌پیکر جامد نیز هستند. چهار سیارهٔ غول‌پیکر در سامانهٔ خورشیدی شناخته شده‌اند: هرمز، کیوان، اورانوس و نپتون اند. هویت بسیاری از برون‌سیاره‌های غول‌پیکر دیگری نیز در مدار ستارههای دیگر دانسته شده‌است.
گاهی غول‌سیاره‌ها نیز به نام سیارهٔ جوویان، (سیارهٔ مشتری‌مانند)؛ برگرفته از ژوپیتر («جوو» نام دیگری برای خدای خدایان روم "ژوپیتر") است نامیده می‌شوند. از آن‌ها گاهی هم به عنوان گازغول‌ها یاد می‌شود. با این حال، بسیاری از اخترشناسان امروز این اصطلاح را تنها در مورد مشتری و کیوان به‌کار می‌برند؛ که اورانوس و نپتون را به‌خاطر ترکیبات مختلفی که دارند، به عنوان یخ‌غول می‌شناسند. هر دو نام به‌طور بالقوه تا اندازه‌ای گمراه کننده هستند: همهٔ غول‌سیاره‌ها بیشتر ساخته از مواد مایعی با نقطه‌های بحرانی بالاتر از دمای آن‌ها هستند، جایی که فازهای گازی و مایع به‌صورت مجزا و مشخصی وجود ندارد. اجزای سازندهٔ اصلی هیدرژن و هلیم و در مورد هرمز و کیوان، آب، آمُنیاک و متان؛ در مورد اورانوس و نپتون، است.
تفاوت تعریف میان کوتوله قهوه‌ای با وزن کم و یک غول گازی (~ ۱۳ مگاژول) جستاری مورد بحث است. نظرهای یک مکتب فکری بر پایه طرز شکل‌گیری آن؛ و نظر دیگر، مبتنی بر فیزیک درونی جرمِ مورد بحث است. قسمتی از این بحث در توجه به این است که آیا «کوتوله‌های قهوه‌ای»، برپایه تعریف، باید در بخشی از تاریخ خود، فرایند همجوشی هسته‌ای را تجربه کرده‌باشند.

## واژه‌شناسی
واژهٔ «غول گازی» در سال ۱۹۵۲ توسط نویسنده جیمز بلیش، نویسندهٔ علمی تخیلی به‌کار برده شده بود و در اصل برای اشاره به تمام سیاره‌های غول پیکر استفاده می‌شد. می‌توان گفت که این نام در برخی موارد اسم بی‌مسمایی به‌نظر می‌رسد، زیرا در بسیاری از این سیاره‌ها فشار بسیار زیاد است و ماده در حالت گاز نیست.سوای مواد جامد در هسته و لایه‌های بالایی جو، همه چیز در دمای بالاتر از نقطه بحرانی است، جایی که تفکیک بین مواد مایع و گازها وجود ندارد. سیارهٔ مایع در این‌جا اصطلاح دقیق‌تری خواهد بود. مشتری همچنین دارای هیدروژن فلزی در نزدیکی مرکز آن است، اما مقدار زیادی از آن هیدروژن، هلیوم و رد پای کمی از گازهای دیگر را در بالای نقطه‌های بحرانی خود دارد. جوهای قابل مشاهدهٔ همهٔ این سیاره‌ها (در کمتر از عمق نوری) در مقایسه با شعاع‌های آن‌ها ضخامت بسیار کمی است و تنها در امتداد یک درصد از راه به‌سوی مرکز سیاره گسترش می‌یابد. به این ترتیب، بخش‌های مشاهده شده گازی هستند (در مقایسه با مریخ و زمین، که دارای اتمسفرهای گازی هستند که پوستهٔ سیاره‌ای آن‌ها از ورای آن قابل دیده‌شدن است).
اصطلاح گمراه کننده به این دلیل رخ داده و رواج یافته که دانشمندان سیاره‌شناس برابر معمول کوتاه نویسی برای طبقه‌بندی اساسی عناصر و ترکیباتی که معمولاً به عنوان اجزای سیاره‌ای یافت می‌شوند، از سنگی، گازی و یخی استفاده می‌کنند؛ صرف نظر از این‌که ماده در چه فازی و در کجای آن، قرار داشته‌باشد. در بخش بیرونی سامانهٔ خورشیدی، هیدروژن و هلیم به عنوان گاز به آن‌ها اشاره‌شده؛ آب، متان و آمونیاک به عنوان یخ؛ و سیلیکات و فلزات به عنوان سنگ. در اشاره به بخش‌های درونی در عمق سیاره‌ها، این که بگوییم: منظور اخترشناسان از یخ به معنی اکسیژن و کربن است، سنگ برای آن‌ها به معنی سیلیسیم است و/یا گاز را آن‌ها هیدروژن و هلیوم معنی می‌کنند، به دور از واقعیت نیست. تفاوت‌های مختلف بسیاری که اورانوس و نپتون با مشتری و زحل دارند، برخی را بر آن داشته که این واژه را برای شبیه به این دو (مشتری و زحل) بودن استفاده کنند. با توجه به وجود این اصطلاحات در ذهن، برخی از اخترشناسان شروع به استفاده از عنوان غول‌های یخی در اشاره به اورانوس و نپتون کرده‌اند تا برتری مقدار یخ (هرچند در شکل مایع) را در ساختار ترکیب داخلی آن‌ها نشان دهند.